# Кампо Серрано, Хосе Мария
Хосе Мария Кампо Серрано (исп. José María Campo Serrano, 8 сентября 1832 — 24 февраля 1915) — колумбийский политик, последний президент Соединённых Штатов Колумбии и первый президент Республики Колумбия.

## Биография
Родился в 1832 году в Санта-Марте, его родителями были Андрес дель Кампо и Мария Хосефа Серрано. Получил образование в области права и философии. Во время гражданской войны 1860—1862 годов примкнул к армии Томаса Сиприано де Москеры.
Делал политическую карьеру у себя на родине, в Суверенном штате Магдалена, в 1866 году был избран в парламент страны от Магдалены, впоследствии был сенатором. В 1871-74 и 1879-84 годах был президентом Суверенного штата Магдалена.
Принадлежа к партии независимых либералов, Хосе Мария Кампо поддержал политику «Регенерации» президента Рафаэля Нуньеса, который сделал его военным министром, а 1885 году, во время очередной гражданской войны, поставил во главе Суверенного штат Антьокия. В качестве представителя Антьокии Кампо принял участие в подготовке новой Конституции страны.
Хосе Мария Кампо Серрано оказался во главе страны при необычных обстоятельствах. В новой Конституции восстанавливался пост вице-президента, отменённый Конституцией 1863 года, и Конституционная Ассамблея избрала 9 декабря 1885 года Рафаэля Нуньеса президентом страны, а Элисео Пайяна — вице-президентом. Однако новая Конституция ещё не вступила в силу, а в соответствии с Конституцией 1863 года Конгресс ежегодно выбирал трёх «Designado Presidencial»: занимающие эти посты люди должны были исполнять обязанности президента в случае его отсутствия. У Элисео Пайяна было очень много врагов в Конгрессе, и поэтому, когда 30 марта 1886 года президент Нуньес подал в отставку по причине плохого здоровья, Конгресс вынудил Пайяна уйти с поста вице-президента. В отсутствие президента и вице-президента во главе страны встал Designado Presidencial, которым на тот момент был именно Хосе Мария Кампо Серрано.
За свой короткий период нахождения у власти Хосе Мария Кампо Серрано ввёл в августе 1886 года в действие новую Конституцию (в соответствии с которой страна превратилась из Соединённых Штатов Колумбии в Республику Колумбия), занимался развитием железных дорог, водоснабжения и уличного освещения столицы, и конфисковал в собственность государства особняк, в котором умер Симон Боливар. 6 января 1887 года президентские полномочия были переданы Элисео Пайяну, который встал во главе страны вместо всё ещё отсутствующего по состоянию здоровья Нуньеса.
В 1888 году Кампо был избран сенатором от департамента Магдалена, впоследствии был министром в правительстве Мигеля Каро. Во время Тысячедневной войны с января по июнь 1900 года стоял во главе департамента Панама.